# Pimpla sparsa
Pimpla sparsa là một loài tò vò trong họ Ichneumonidae.